# Iglesia de San Pedro Apóstol (San Pedro del Pinatar)
La Iglesia de San Pedro Apóstol es un templo de San Pedro del Pinatar, en la provincia de Murcia (España). 
Construido por los franciscanos en el siglo XVII, se trata un templo con planta en cruz latina con la fachada principal orientada al sur. Dispone de una nave central y dos laterales más bajas, con tres capillas a la derecha y cuatro a la izquierda. Tanto la nave central como el crucero dispone de bóvedas de cañón con arcos apoyados en pilares cuadrados. 
La fachada dispone de un frontispicio triangular con una cruz en el vértice. La torre está compuesta por cuatro cuerpos separados por molduras, en el superior se encuentra el campanario. 
Tras su construcción estuvo decorada con pinturas de la escuela de Nicolás de Villacis, característica de la zona de Murcia en el siglo XVII, atribuidas a Pablo Sístori por algunos historiadores. También se han encontrado restos de pinturas imitando los estilos renacentistas. Los temas de las pinturas son: escudos, retablos y elementos decorativos (cenefas, filigranas...).
La iglesia disponía de esculturas de Francisco Salzillo y Alcaraz, considerado uno de mejores imagineros del Barroco. La más importante era la imagen "El Apóstol San Pedro", que fue destruida en 1936 durante la guerra civil española y sólo se conserva una lámina en el libro "Salzillo. Escultura Pasionaria" de Sánchez Jara y Ayuso y unos pocos testimonios gráficos. Pero también existían otras tres obras menores de Salzillo: Nuestra Señora del Rosario, San Francisco de Asís y San Antonio de Padua que fueron destruidas.

## Galería

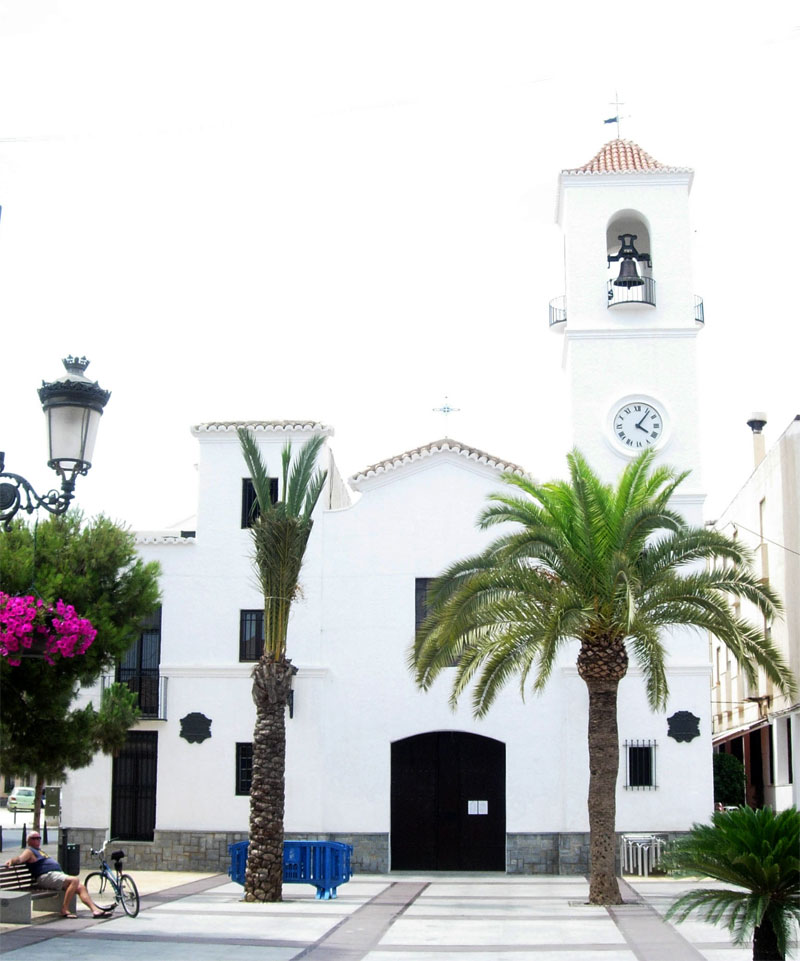
Vista de la fachada.
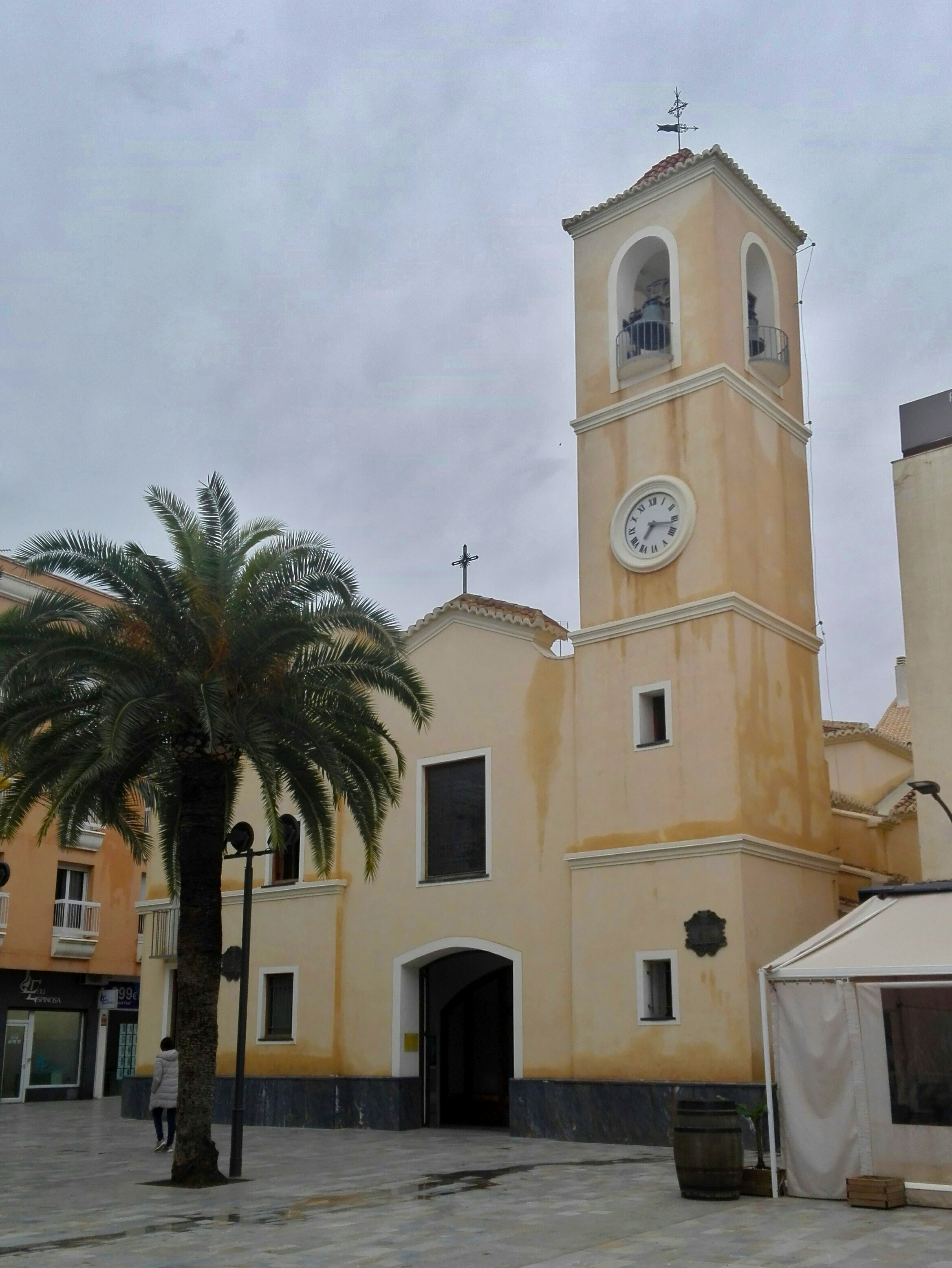
Fachada principal de la iglesia en un día de lluvia.
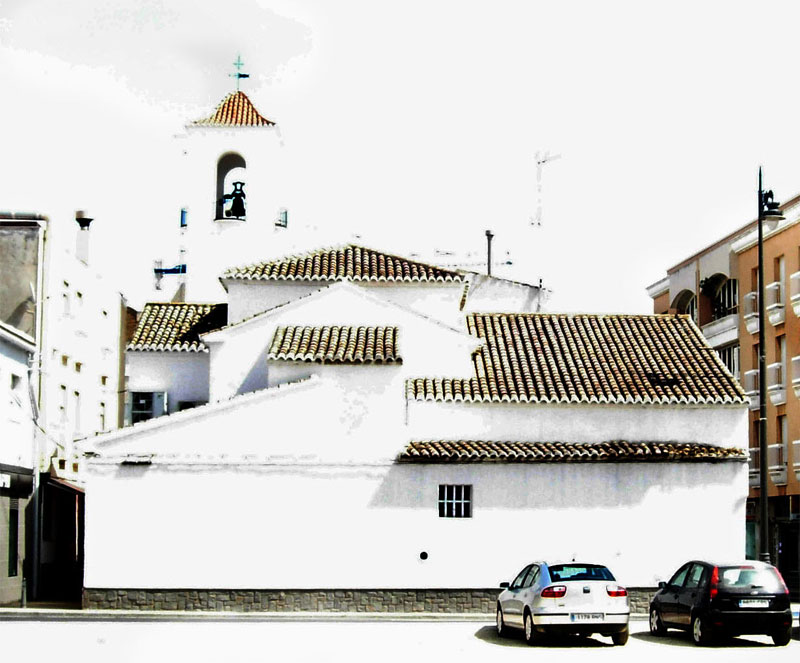
La parte trasera de la iglesia indica su estructura arquitectónica.
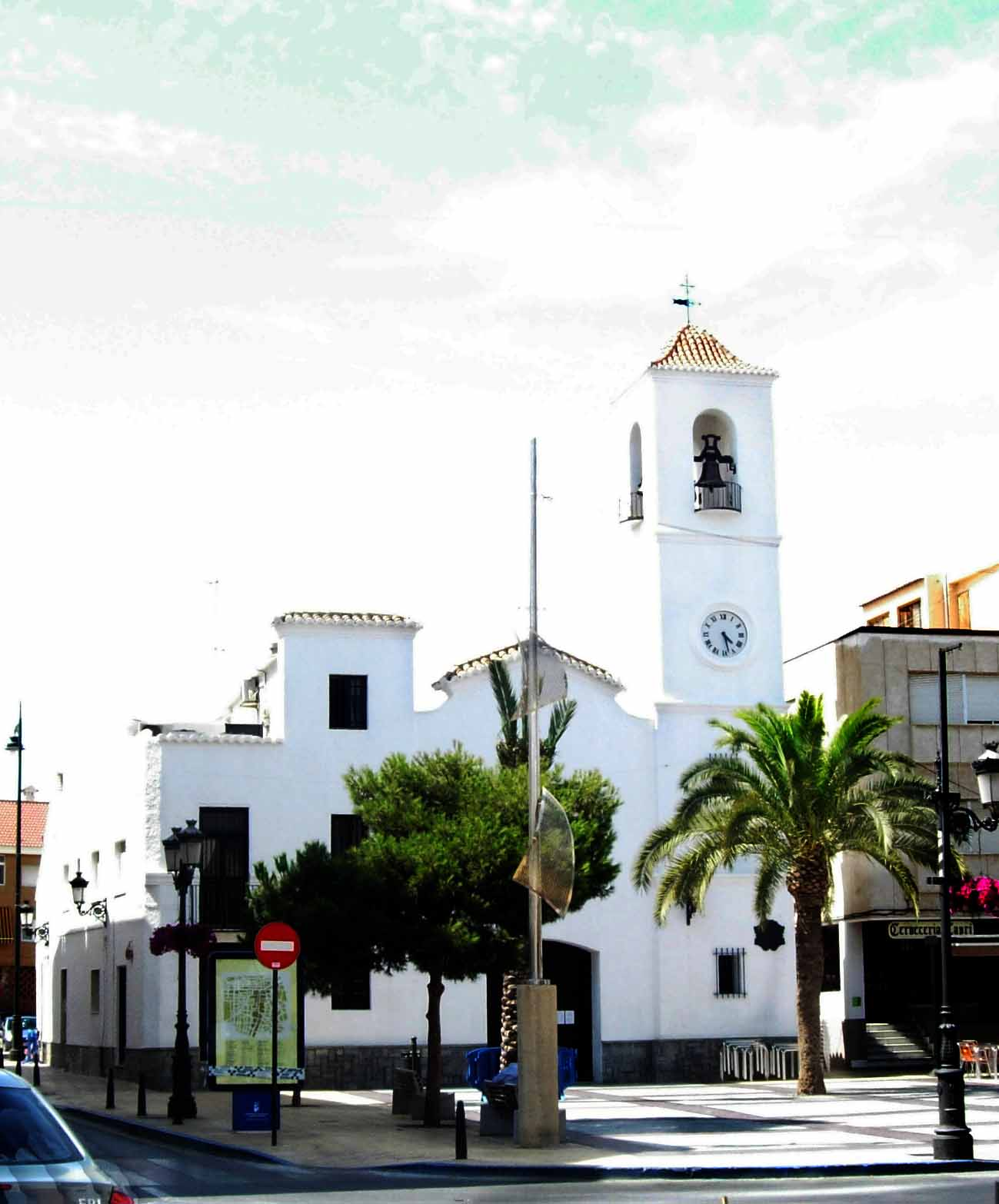
Una plaza enlosada se sitúa ante su fachada principal.
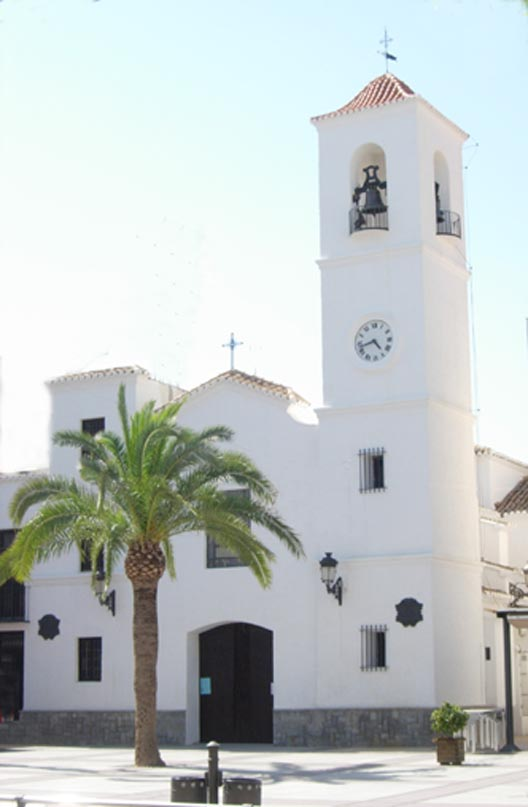
Fachada principal de la iglesia en 2007.